# Lee Gun-woo
Lee Gun-woo (hangul: 이건우 (); Daejeon, 30 de enero de 1989) es un cantante y actor surcoreano. Inicialmente estudió deportes, pero decidió convertirse en cantante a los 20 años y se mudó a Seúl para seguir esa carrera. Lee firmó con H2 Media, donde debutó con el grupo masculino surcoreano Myname, en el que sigue hasta la actualidad. Se desempeña como el líder y vocalista principal del quinteto. Hizo su primer papel como actor en Shinokubo Story (2013) junto al grupo. I Am 27 (2016), su primer álbum de estudio independiente de Myname, fue lanzado en Japón en enero.

## Biografía y carrera

### 1989-2010: Primeros años de vida y comienzos de carrera
Lee Gun-woo nació el 30 de enero de 1989, el segundo hijo y el primer varón de la familia. Jugó fútbol en la escuela secundaria y asistió a la Universidad Woosong para estudiar deportes. Fue propietario de una tienda de moda en Apgujeong-dong después de interesarse por ese campo. Decidió dedicarse al canto a los 20 años, a lo que sus padres y amigos se opusieron. Se mudó a Seúl desde Daejeon para convertirse en cantante. Hizo una audición para H2 Media cantando "Go to the Hospital" de Kang Min-kyung y bailando "Heartbreaker" de G-Dragon, y fue aceptado inmediatamente como aprendiz.

### 2011-presente: Carrera
Lee es miembro de Myname, donde se desempeña como líder y vocalista principal. En 2011, el grupo lanzó su sencillo debut "Message". Comenzó a aprender sobre composición de canciones durante este período de tiempo. Hizo su debut como actor junto con sus compañeros de grupo en la película Shinokubo Story (2013), donde interpretó a uno de los cinco personajes que buscaban convertirse en "estrellas". Lanzó su primer álbum de estudio I Am 27 en Japón el 30 de enero de 2016. Consta de diez pistas, ocho de ellas autoproducidas por Lee y las dos restantes son versiones de otras canciones. Al día siguiente del lanzamiento del disco, celebró un evento en la tienda Tower Records de Shibuya, al que acudieron 350 asistentes. El álbum se ubicó en el puesto número 39 en la lista nacional de álbumes Oricon del país. Se mantuvo en las listas durante tres semanas y vendió 3.851 unidades en el país al final de su recorrido. Lee realizó el Gun-woo First Showcase Live el 28 de febrero para promocionar I Am 27.

## Estilo musical
Lee ha citado a Hwanhee y Na-ul de Brown Eyed Soul como sus mayores influencias.

## Discografía

### Álbumes

#### Álbumes de estudio
| Título  | Detalles del álbum                                                                           | Posiciones máximas en los gráficos | Posiciones máximas en los gráficos | Ventas         |
| Título  | Detalles del álbum                                                                           | JPN                                | JPN                                | Ventas         |
| Título  | Detalles del álbum                                                                           | Oricon                             | Billboard                          | Ventas         |
| Japonés | Japonés                                                                                      | Japonés                            | Japonés                            | Japonés        |
| ------- | -------------------------------------------------------------------------------------------- | ---------------------------------- | ---------------------------------- | -------------- |
| I Am 27 | - Fecha de lanzamiento: 30 de enero de 2016 - Etiqueta: YM3D - Formato: CD, descarga digital | 39                                 | 75                                 | - Japón: 3,851 |

### Sencillos
| Título    | Año     | Posiciones más altas en los gráficos | Ventas  | Álbum   |
| Título    | Año     | Billboard JPN                        | Ventas  | Álbum   |
| Japonés   | Japonés | Japonés                              | Japonés | Japonés |
| --------- | ------- | ------------------------------------ | ------- | ------- |
| "I Am 27" | 2016    | —                                    |         | I Am 27 |

## Filmografía
- Shinokubo Story (2013)